# 다린 터프츠

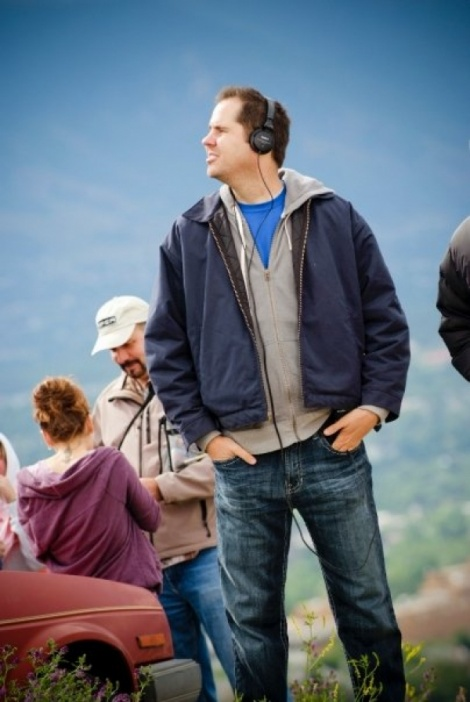

다린 터프츠(Daryn Tufts, 1973년 4월 1일 ~ )는 미국의 배우, 각본가, 영화 프로듀서이다.
아케이디아에서 태어났다.

## 영화
- 위 러브 유, 샐리 카마이클! (2017년)
- K-9 어드벤쳐스: 레전드 오브 더 로스트 골드 (2014년)
- 인사이드 (2012년)
- 내 여자친구의 남자친구 (2010년)
- 스토킹 산타 (2006년)
- 홈 티처스 (2004년)
- 리턴드 미셔너리 (2003년)
- 싱글 워드 (2002년) - 엘든 역